# Puerto Iguazú
Puerto Iguazú je mesto z okoli 32.000 prebivalci, ki leži na skrajnem severu argentinske provice Misiones, okoli 300 km severovzhodno od provincialne prestolnice Posadas, tik ob izlivu reke Iguasu v reko Parana, ki predstavlja tromejo Argentine, Brazilije in Paragvaja. 
Mesto živi predvsem od turizma, saj predstavlja izhodišče do argentinskega dela Iguasujskih slapov, ki se nahajajo približno 18 km. vzhodno od mesta.
Vse do 80. let 19. stoletja je ozemlje poseljevalo le staroselsko ljudstvo Gvarani, dokler ni leta 1883 prešlo v last Gregoria Lezame, ki je financiral prvo znanstveno odpravo, ki je področje sistematično raziskala. Dva člana te odprave, Carlos Bosetti in Jordan Hummel sta kasneje pričela organizirati prve obiske slapov in nastala je prva naselbina.
Leta 1901 je po reki Paraná priplula prva ladja z obiskovalci. Med njimi je bila tudi Victoria Aguirre, ki je 12. avgusta 1901 skupaj s Hummelovima družbenikoma Gibajo in Núñezem prispevala velik del sredstev za ureditev poti do slapov. Zaradi velikega pomena te donacije za nadaljnji razvoj ta datum danes velja za simbolično ustanovitev mesta, ki se je spočetka imenovalo Puerto Aguirre. Leta 1934 so bili slapovi zaščiteni v okviru narodnega parka. Leta 1943 je mesto znova dobilo ime Puerto Iguazú, že leta 1951 so ga preimenovali po Evi Perón, dokler ga po vojaškem udaru, ko so leta 1955 odstavili Juana Peróna, niso dokončno preimenovali v današnje ime.
Puerto Iguazú povezuje državna cesta RN12 s Posadasom in od tam s preostalo Argentino. Že leta 1948 so zgradili prvo letališče z neutrjeno vzletno pristajalno stezo. Leta 1985 dograjeni most Tancredo Neves, znan tudi pod imenom Most bratststva, ga povezuje z mestom Foz do Iguaçu na brazilski strani Iguasuja.